# 大村謙二郎
大村 謙二郎（おおむら けんじろう、1947年 - ）は、日本の都市工学者、工学博士。筑波大学名誉教授。専門は土地利用計画、市街地整備、都市計画史、都市住宅政策。

## 略歴
1947年11月に兵庫県洲本市で生まれる。1971年に東京大学工学部都市工学科を卒業し、同年から計量計画研究所都市計画研究室研究員、1977年から東京大学工学部都市工学科助手、1984年～1985年に建設省建築研究所第一研究部建設経済研究室長、1985年から同研究所第六研究部都市開発研究室長を歴任した。1994年に筑波大学社会工学系教授に就任し、1999年～2001年に同大学社会工学研究科長、2003年～2004年に東京大学社会科学研究所教授を併任した。2004年から筑波大学大学院システム情報工学研究科教授（社会システム工学専攻）を務める。2012年3月をもって同大学を退職し、同大学名誉教授となる。

## 諸活動
1974年～1976年にドイツ学術交流会の給費留学生としてカールスルーエ大学で都市計画の研究に従事し、1984年に『ドイツにおける19世紀後半の都市拡張への対処と近代都市計画の成立』で東京大学より工学博士の学位を取得した。また都市住宅学会会長、日本都市計画学会常務理事、日本建築学会会員、日本不動産学会会員を歴任した他、東京都住宅政策審議会委員、埼玉県都市計画審議会委員などの自治体の政策に参画した。

## 受賞
- 1984年：日本都市計画学会論文奨励賞

## 著書
- 『近代都市計画の百年とその未来』（共著、日本都市計画学会、1988年）
- 『現代の都市法』（共著、東京大学出版会、1993年）
- 『協議型まちづくり』（共著、学芸出版社、1994年）
- 『分権社会と都市計画』（共著、ぎょうせい、1999年）
- 『都市計画の地方分権』（共著、学芸出版社、1999年）
- 『日本の都市法Ⅰ構造と展開』（共著、東京大学出版会、2001年）
- 『現代都市法の新展開－持続可能な都市発展と住民参加－』（共著、東京大学社会科学研究所、2004年）